# Мінське вище військово-політичне загальновійськове училище
Мінське вище військово-політичне загальновійськове училище (біл. Мінскае вышэйшае ваенна-палітычнае агульнавайсковае вучылішча (МВВПЗУ) — військовий навчальний заклад Міністерства оборони СРСР та Міністерства оборони Республіки Білорусь.

## Історія
Утворено 10 травня 1980 року на базі 11 Центральних курсів удосконалення політскладу. У вересні 1980 року до училища почали прибувати іноземні курсанти, переважно з Афганістану та Куби.
8 грудня 1980 року від імені Президії Верховної Ради СРСР член військової ради — начальник політуправління Червонопрапорного Білоруського військового округу генерал-полковник А. В. Дебалюк вручив училищу Бойовий прапор.
У липні 1984 року відбувся перший випуск офіцерів-політпрацівників. У 1985 році разом із черговим випуском радянських офіцерів училище вперше випустило офіцерів для армій дружніх країн, які отримали дипломи магістра педагогічних наук.
Наприкінці листопада 1986 року на базі вишу було проведено збори керівного складу всіх військово-політичних училищ. Керівники військових вишів позитивно оцінили якість навчально-виховного процесу та створену за короткий термін існування училища навчальну і польову базу.
26 квітня 1990 року на базі Мінського ВВПЗУ відбувся перший зліт відмінників навчання військово-політичних училищ.
З 1980 до 1991 року в Мінському військово-політичному училищі здобули освіту близько 900 осіб із 22 зарубіжних країн.
За час свого існування здійснило 11 випусків та підготувало понад 1900 офіцерів. Понад 150 осіб пройшли Афганську війну. Випускники МВВПЗУ брали участь у ліквідації наслідків аварії на Чорнобильській АЕС, у збройних конфліктах на теренах колишніх союзних республік, контртерористичній операції на Північному Кавказі та миротворчих операціях.
Після оголошення незалежності Республікою Білорусь, МВВПЗУ було перетворено на Мінське вище військове командне училище (МВВКУ), яке, у свою чергу, у 1995 році стало однією з основ для створення Військової академії Республіки Білорусь. Наступником училища вважається загальновійськовий факультет Військової академії Республіки Білорусь.

## Начальники училища
- генерал-майор Васильєв Іван Леонтійович (1980-1987)
- полковник, з 1989 генерал-майор Бамбуров Володимир Федорович (1987-1992)
- Шалев Михайло Миколайович (1992-1994)
- Давидулін В'ячеслав Опанасович (1994-1995)